# Bareczcza
Bareczcza (biał. Барэчча, ros. Борречье) – przystanek kolejowy w lasach, 2,8 km od miejscowości Babreczcza, w rejonie petrykowskim, w obwodzie homelskim, na Białorusi. Leży na linii Homel - Łuniniec - Żabinka.